# Imdžin
Imdžin je sedmá největší Korejská řeka. Řeka teče ze Severní Koreje do Jižní Koreje, protéká Korejským demilitarizovaným pásmem, ve městě Pchadžu se vlévá do řeky Hangang, která pak protéká Soulem (hlavním městem Jižní Koreje). Řeka nemá souvislost s Imdžinskou válkou na konci 16. století (Japonská invaze do Koreje).

## Historie
Řeka Imdžin byla dějištěm dvou hlavních bitev: Bitva o řeku Imdžin (1592) během sedmileté Imdžinské války v roce 1592 a Bitva o řeku Imdžin během Korejské války (1950–1953).